# Нортон-Каффи, Брук
Брук Дион Нельсон Нортон-Каффи (англ. Brooke Dion Nelson Norton-Cuffy; родился 12 января 2004 года в Пимлико, Англия) — английский футболист, правый защитник итальянского клуба «Дженоа».

## Клубная карьера
Нортон-Каффи начал заниматься футболом в клубе «Челси». В возрасте 12 лет он перебрался в академию лондонского клуба «Арсенал», с которым 21 января 2021 года подписал свой первый профессиональный контракт.
18 января 2022 года Брук ушёл в аренду в «Линкольн Сити» до конца сезона 2021/2022.
22 августа 2022 года Нортон-Каффи ушёл в сезонную аренду в «Ротерем Юнайтед».

## Карьера в сборной
В 2022 году Нортон-Каффи выиграл юношеский чемпионат Европы по футболу вместе с сборной Англии до 19 лет.

## Достижения
Сборная Англии (до 19 лет)
- Победитель чемпионата Европы (до 19 лет): 2022